# Palacio Insular de Tenerife
Il Palacio Insular de Tenerife è un edificio nella città spagnola di Santa Cruz de Tenerife, sede del Cabildo de Tenerife.

## Storia
Progettato dall'architetto José Enrique Marrero Regalado, ed eseguito tra il 1935 e il 1940.
Il progetto di costruzione è il risultato di un concorso vinto da Enrique Marrero Regalado nel 1934. Il tecnico realizzò quattro progetti in collaborazione con l'architetto Schneider, due dei quali erano di tipo monumentale e due razionalisti; venne quindi scelta la quarta soluzione, di grande impatto monumentale.
Il progetto venne completato nel luglio 1934, mentre i lavori iniziarono sei mesi dopo per concludersi nel 1940. 
Nel gennaio 2014 è stato avviata la procedura per la dichiarazione di interesse culturale. Nel 2017 l'edificio è stato dichiarato come tale.

## Descrizione
Il grande edificio sorge sulla Piazza di Spagna e si distingue per la sua torre sormontata da un orologio commissionato nel 1950 ed è uno dei simboli più riconoscibili della città di Santa Cruz de Tenerife.
All'interno è possibile trovare numerosi elementi decorativi, tra cui i dipinti del Salón Noble, del pittore canario José Aguiar.